# 高井戸宿
高井戸宿（たかいどしゅく）は、かつて甲州街道にあった上高井戸宿および下高井戸宿の合宿。現在の杉並区高井戸にあった。
通行大名が少なく、脇本陣は置かれなかった。当初は甲州街道の一番目の宿場であったが、後に内藤新宿が設置され、次第に素通りするものが多くなった。
周辺住民は農業を主としており、一宿で継ぎ立てを勤められず、月初から15日までを下高井戸宿、16日から月末までを上高井戸宿が勤める合宿としていた。
助郷村は、久我山村、和泉村、松庵村、田端村（1751年（宝暦元年）-1767年（明和4年））、成宗村（1751年（宝暦元年）-1767年（明和4年）、久我山村代助郷）。

## 位置

### 下高井戸宿
日本橋から4里。宗源寺（下高井戸4-2-3）の西隣の「富よし」に本陣が置かれた。本陣前が高札場、本陣向かい側の少し日本橋寄りが問屋（細淵家）跡となる。

### 上高井戸宿
日本橋から4里12町40間。上高井戸一丁目信号（環八通りとの交点）の北東角にあった並木氏の「武蔵屋」に本陣が置かれた。問屋は篠弥惣治。

## 沿革
- 1602年（慶長7年） - 高井戸宿が設けられる。
- 1604年（慶長9年） - 上・下高井戸宿に分けられる。
- 1673年（延宝元年） - 1680年（延宝8年）ころ - 旅籠が24軒存在。
- 1698年（元禄11年） - 内藤新宿が設置され、高井戸宿は甲州街道の第二番目の宿場となる。
- 1781年（天明元年） - 1789年（寛政元年）ころ - 旅籠が6軒存在。
- 1839年（天保10年） - 下高井戸宿の本陣は、すでになかった[3]。
- 1843年（天保14年）ころ - 旅籠は、上高井戸宿で2軒、下高井戸宿で3軒。
- 1872年（明治5年）[西暦年要検証] - 駅制業務は、明治政府が管掌し、半強制的に新たな陸運会社が置かれ、旧高井戸宿では旧宿場役人を中心に「高井戸駅陸運会社」を設立する。

## 隣の宿
内藤新宿 - 高井戸宿（下高井戸宿 - 上高井戸宿） - 国領宿-布田宿-上布田宿-下石原宿-上石原宿（布田五宿）